# Hadži Bayram Veli
Hadži Bayram Veli (turecky Haci Bayram-ı Veli, vlastním jménem Nûmân bin Ahmed bin Mahmûd, 1352–1429/1430) byl turecký súfí, stavitel mešity v Ankaře.

## Působení
Byl to súfijský mistr, získal tradiční islámské vzdělání. Stal se zakladatelem řádu bayramia. Jako duchovní mistr působil a učil v Ankaře a také v Edirne. Přízvisko Bayram mu udělil jeho učitel Hamîd-i Velî.

## Připomínka v kultuře
V roce 2007 byl natočen stejnojmenný turecký historický film.